# 羨望
羨望（せんぼう、英: envy ラテン語: invidia）とは、自らの持たない優れた特質、業績財産などを他者が持つときに起こる、それらへの渇望、ないしは対象がそれらを失うことへの願望である。羨望は他者が自分が持たない望ましい物品を持つときに、自己肯定感の低下という感情的な苦痛として現れる場合がある。

## 心理学
近年、心理学者は悪性の羨望と良性の羨望の2種類があると考えており、良性の羨望は動機付けの一種として捉えられている。
嫉妬（jealousy）と羨望（envy）は一般的には同じような意味を持つ言葉として用いられているが、心理学的には異なる2つの感情である。羨望は、自分以外の誰かが望ましいよいものをわがものとしていて、それを楽しんでいることに対する怒りの感情であり、二者関係に基づいている。対して嫉妬は、三者関係で自分が愛する対象が別の存在に心を寄せることを怖れ、その存在をねたみ憎む感情である。
嫉妬は主として現実、想像上にかかわらず、自分以外の誰かとの情欲関係においてみられる。羨望は最も原始的で悪性の攻撃欲動であり、よい対象を破壊してしまうが、嫉妬は愛する対象への愛情は存在していて、羨望の様によい対象が破壊されてしまうことはない（嫉妬の中に羨望が入りこむことはある）。羨望を乗り越えたところに発達する、相対する情緒として感謝が挙げられる。

## 哲学
アリストテレスは『弁論術』において、羨望 (φθόυος、phthonos) とは「他者の幸運によって引き起こされる痛みである」と定義している。
イマヌエル・カントが著した『道徳形而上学原論』には、羨望とは「我々の幸福が他者の幸福によって翳らされたことによる失望である。なぜなら我々の幸福感とは先天的なものではなく、他者との比較によるからである」と書かれている。
バートランド・ラッセルは羨望は不幸の最も強力な原因であると記述した。ラッセルは民主主義の理論に推進力を付与した過去があるのは羨望であり、このことに疑念を指し挟む余地がないと指摘して、大改革の際に生じる、理論を用いたカモフラージュの原因であると糾弾している。
妬み深い人々は自らを不幸にするだけでなく、他者が不運に苦しむことを望むからである。羨望は一般に否定的に捉えられる。

## 社会学
人間の行動における羨望とその影響を説明する一つの理論が社会進化論である。チャールズ・ダーウィンの自然選択説に基づき、社会進化論は人間は個体の生存と再生産を強化するように行動すると予想する。これによってこの理論は例えば羨望のような社会的行動を、生物の生存と再生産に動機づけられたものとして理解する枠組みを提供する。近年の研究では羨望は認知機能や記憶の強化に影響することが示されている。

## 宗教

### キリスト教
羨望（envy）はカトリックでは七つの大罪の一つとされている。創世記においては、羨望はカインの犯した兄弟殺しの動機とされている。これは神がカインよりも兄弟であるアベルの供物を好んだためである。

### ヒンドゥー教
クリシュナは『バガヴァッド・ギーター』において「妬まず、誰に対しても共感する友であるもの…そのような帰依者がもっとも好ましい」と述べている。ヒンドゥー教において、羨望は破滅的な感情であるとみなされている。ヒンドゥー教は精神のバランスを崩すものは何にしろ不幸につながると考えている。この考えは『マハーバーラタ』において、ドゥルヨーダナが従兄の財産に対する羨望からクルクシェートラ戦争を起こすという形でも示されている。彼は「父よ！パーンダヴァ (従兄）の財産が私を焼きつくします！彼が私より豊かであると知って、食べることも眠ることも、生きることすらできません」と述べている。それゆえヒンドゥー教では、羨望の対象は前世の因果を受け取っているだけであることを認識して、この感情を克服するよう教えている。『マハーバーラタ』における敵対者と同じ運命に苦しまぬよう、そのような歪んだ感情を持つべきでないとしている。

### イスラム教
イスラム教において、羨望 (阿: حسد、Hasaad ) は心の不純物であり、善行を無に帰すものであると言われている。各人は神の意志に満足し、造物主の公正を信じなければならない。ムスリムは嫉妬で他者を苦しめることを禁じられている。ムハンマドは『サヒーフ・アル＝ブハーリー』および『サヒーフ・ムスリム』において「互いに羨み、憎しみ、敵対し、関係を断ち切ってはならない。兄弟としてアラーの下僕であるべきである。ムスリムがその兄弟と会って言葉を交わさなかったのち、3日以上離れていることは許されない。自ら挨拶をするものが最も好ましい。」と述べている。ムスリムは他人の持つ恩寵を、その者から取り去られることを望まない限り、自らのために願うことは許されている。これはhasaad　とは呼ばれず、ghibtah　と呼ばれる。「2つの場合を除き羨望は存在しない。アラーが知恵を与え、彼がこれによって支配し、人々を導く場合と、アラーが権力とともに富を与え、彼が正当にこれを用いる場合である。」

### 仏教
仏教において嫉（しつ、梵: īrṣyā、 巴: issā）とは一般に羨望、妬み、または嫉妬と解される。嫉とは富や名声を得るためにひどく熱心になっているが、他人がそれらを得ることが我慢できない状態とされる。喜無量心とは相手の幸福を共に喜ぶ心であり、これが嫉に対する解毒剤となるとされている。

## 文化
英語圏では、羨望はしばしば「羨望で緑である (green with envy)」というように緑と結び付けられる。「緑の目の怪物 (Green eyed monster)」とは、現在の行動が羨望ではなく嫉妬により動機づけられている人物を指す。これはウィリアム・シェイクスピアの『オセロー』に基いており、シェイクスピアは『ヴェニスの商人』においてもポーシャに"How all the other passions fleet to air, as doubtful thoughts and rash embraced despair and shuddering fear and green-eyed jealousy!" と述べさせている。
物語の主題、キャラ付け
変身願望などのキャラクターの願望として描かれる。
- 人間になりたい - 妖怪人間ベム、ピノキオ、スタートレックのデータ、『人間になりたがった猫』、『美女と野獣』、井上トロ、ドラゴンクエストIVのホイミン
- 人間をやめたい -  『ジョジョの奇妙な冒険』ディオ・ブランドー
- 永遠の命が欲しい -『銀河鉄道999』星野鉄郎